# Ibn al-Qūṭiyya
Ibn al-Qūṭiyya (ابن القوطية, décédé le 6 novembre 977), né Muḥammad Ibn ʿUmar Ibn ʿAbd al-ʿAzīz ibn ʾIbrāhīm ibn ʿIsā ibn محمد ابن عمر ابن عبد العزيی ابن إبراهيم ابن عيسى ابن مزاحم ), également connu sous le nom d' Abu Bakr ou al-Qurtubi (« le Cordouan »), était un chroniqueur et historien andalou et le plus grand philologue de la cour Omeyyade du calife Al-Hakam II. Son œuvre principale, l'Histoire de la conquête d'al-Andalus (تاريخ افتتاح الأندلس), est l'un des premiers récits arabes musulmans de la conquête musulmane de la péninsule Ibérique.
Ce document clef pour les historiens contemporains ne nous est parvenu que par un seul manuscrit connu et conservé à la bibliothèque nationale de France sous le numéro 1867. Selon une étude récente de Si Hamouda ben Cheikh el-Fakoun, et malgré les spéculations, il est peu probable qu'il existe une copie parmi la riche collection de manuscrits à Constantine, en Algérie.

## Historique
La légende affirme qu'Ibn al-Qūṭiyya (« fils de la Gothe ») descendait de Wittiza, roi des Wisigoths en Hispanie, par l'intermédiaire d'une petite-fille, Sara la Goth, qui se rendit à Damas et avait épousé 'Īsā ibn Muzāḥim, un client arabe du Xe calife Omeyyade Hisham. Sara et 'Īsā retournèrent ensuite en Al-Andalus. Ibn al-Qūṭiyya est né et grandit à Séville. Sa famille était sous le patronage de la tribu Qurayshi et son père était Cadi (juge) à Séville et Écija. Les Banu Hajjaj, également de Séville étaient des parents proches de sa famille et se prétendaient également descendant de la royauté wisigothique. Al-Faraḍī, son élève, composa une courte notice sur la vie de son maître pour son dictionnaire biographique, conservé dans un manuscrit médiéval tardif découvert à Tunis en 1887. Al-Faraḍī nous dit qu'Ibn al-Qūṭiyya étudia d'abord à Séville, puis à Cordoue. Al-Faraḍī prévient que ses histoires furent écrites de mémoire, ne suivant ni le hadith ni le fiqh, et qu'il leur manquait des sources originales, des énoncés factuels et une vérification. Sous Sa'īd ibn Qāhir, il étudia, mémorisa et transmit le grand ouvrage de l'histoire connu sous le nom d'Al-Kāmil « Le Complet » du célèbre philologue bariyyan Al-Moubarred. Il mourut âgé à Cordoue.
L'histoire hautement anecdotique d'Al-Qūṭiyya est inhabituelle parmi les chroniques arabes. L'influence de son ascendance royale est probablement derrière sa défense des traités entre les conquérants arabes musulmans et l'aristocratie wisigothique  —  à la fois laïque et ecclésiastique  —  qui les préserva sur leurs domaines. Al-Qūṭiyya conteste les critiques d'historiens tels que Rhazes, arguant que ces traités ont renforcé l'hégémonie islamique à un coût militaire minime. Il réfute l'affirmation selon laquelle les émirs Omeyyades de Cordoue ont reversé le cinquième ( quinto ou khums, un impôt) pour le calife de Damas. Son histoire raconte la légende du rôle joué par « les fils de Wittiza » à la Bataille du Guadalete.

## Œuvres
- Ta'rikh iftitāḥ al-Andalus (تاريخ افتتاح الأندلس) [« Histoire de la conquête d'al-Andalus »] (lire en ligne) ; trouvé dans le seul manuscrit existant : Bibliothèque nationale de France n ° 1867. Selon une étude récente, il est peu probable qu'il existe une copie parmi la riche collection de manuscrits à Constantine, en Algérie, de Si Hamouda ben Cheikh el-Fakoun, malgré les spéculations[4].
- Kitāb Taṣārīf al-af'āl [« Livre sur la conjugaison des verbes »]  —  Le plus ancien manuscrit d'un dictionnaire arabe existant.
- Kitāb al-Maqṣūr wa 'l-Mamdūd [« Livre sur l'Alif raccourci et étendu »]  —  Ce titre est mentionné par al-Faraḍī mais aucune copie ne survit[5].